# P-270 Moskit
P-270 Moskit (rusky: П-270 Москит, kód NATO: SS-N-22 Sunburn, index GRAU: 3M80) je ruská nadzvuková protilodní střela. Letecká verze je označena Ch-41 Moskit. Moskit byl navržen v polovině 70. let minulého století konstrukční kanceláří MKB Raduga jako projekt, který měl nahradit starší střely s plochou dráhou letu P-120 Malachit (v kódu NATO SS-N-9 Siren). Vypouštěna může být z hladinových lodí, ponorek, letadel i z mobilních pozemních baterií. Může nést konvenční i jadernou bojovou hlavici. Díky své rychlosti dosahující až trojnásobnu rychlosti zvuku, jsou vůbec nejrychlejšími protilodními střelami.
Střelu je možné instalovat i na menší plavidla od velikosti korvet. V letu střelu pohání náporový motor, který ji dává rychlost až 3 M a schopnost provádět manévry s přetížením 15 g. To dává napadené lodi mnohem méně času na obranu, než u klasických podzvukových střel, jako je americká Harpoon. Tak vysokých výkonů střela dosahuje proto, že byla navržena k překonání amerického obranného systému Aegis. V zemích NATO střela získala, díky svým výkonům, značný respekt. Konvenční hlavice střely má hmotnost 320 kg. Nesou je například ruské a čínské torpédoborce Projektu 956 Saryč (8 ks), torpédoborec Admiral Čabaněnko Projektu 1155.1 Fregat II (8 ks), ruské korvety Projektu 1241 (4 ks) a Projektu 1239 (8 ks).

## Varianty
- P-80 Zubr (se střelou 3M80) kratší rozměry a dosah.
- P-270 Moskit (se střelou 3M82) delší dosah a rozměry, zřejmě rychlejší.
- Ch-41 letouny nesená střela vzduch-země nebo protilodní střela.
- P-270MV varianta proti pobřežním lodím, (řízená střela s plochou dráhou), LACM (řízená střela pro pozemní útok), SSC-7/12.
- P-270MVE exportní verze.